# Диптерология
Диптерология — раздел энтомологии, изучающий представителей отряда Двукрылые насекомые (мух и комаров). Название науки происходит от научного латинского названия самого отряда — Diptera. В 1990 году был создан Международный журнал Диптерологии (International journal of Dipterology).
. В нём на английском языке публикуются статьи и обзоры по систематике, филогении, морфологии, физиологии и экологии двукрылых насекомых, включая таких важных, как малярийный комар и муха це-це.

## История
Диптерология, изучающая двукрылых насекомых, как и вся энтомология, берет своё начало из древнейших времен и культур, что объясняется постоянным присутствием в окружении человека и домашних животных двукрылых кровососов, паразитов и мертвоедов.

## Общества

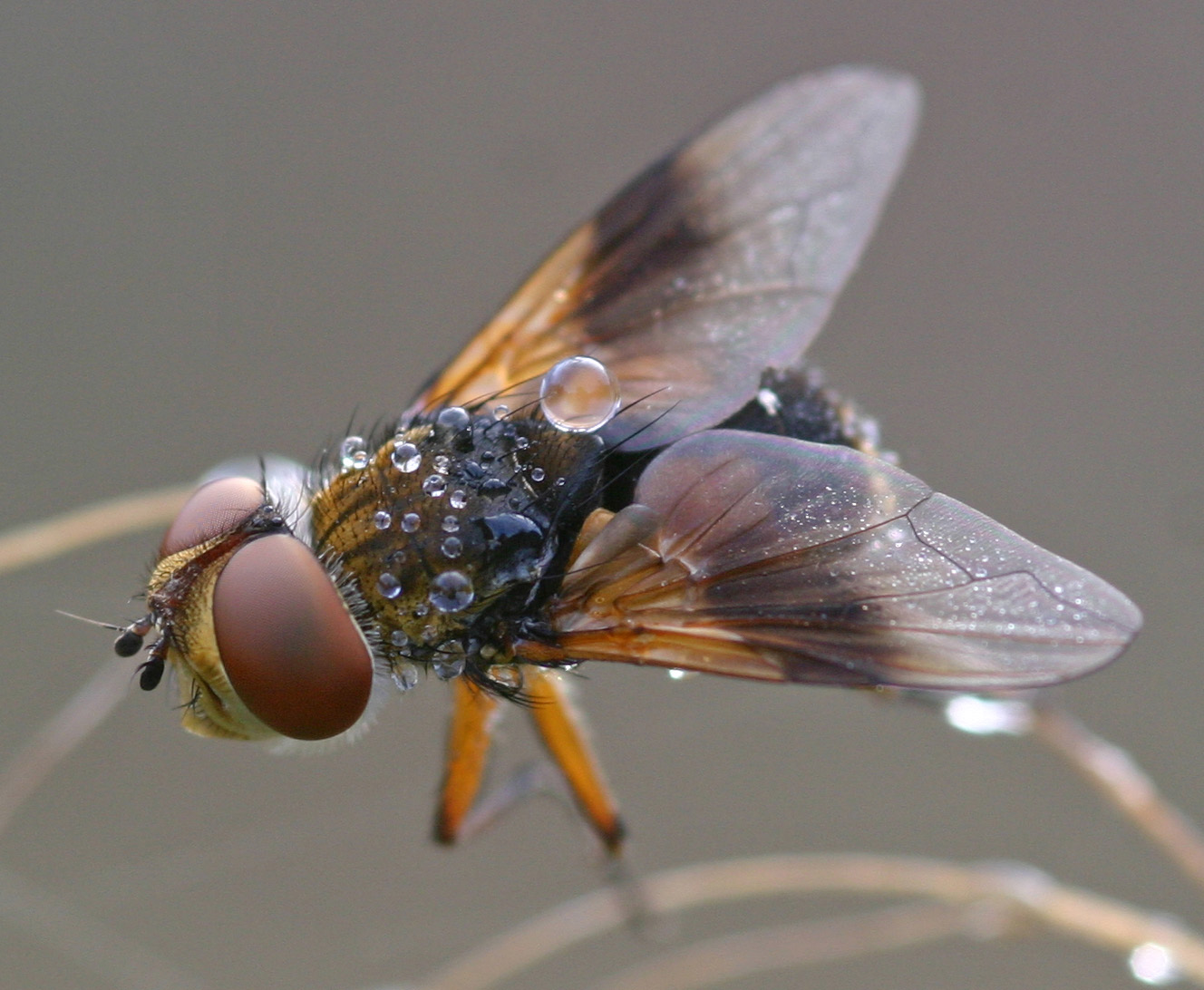
Ectophasia

О значении этой науки говорит сам факт числа биологов, занимающихся двукрылыми насекомыми. В международной базе электронных почтовых адресов значится 576 человек (2007), а с учётом любителей вдвое больше (1043)  Архивная копия от 26 декабря 2008 на Wayback Machine. Это связано с большим разнообразием двукрылых: 120,000 видов, 10 000 родов и 188 семейств в мировой фауне.
- Dipterist’s Club of Japan. — В Японии в 1996 году был создан специализированный «Клуб диптеристов Японии» (Dipterist’s Club of Japan), включающий более 100 членов  Архивная копия от 14 февраля 2004 на Wayback Machine.
- Malloch Society. — Общество Шотландских диптерологов было создано в 1988 году (The Malloch Society). Своё название общество получило в честь John Russell Malloch (1875—1963), крупнейшего шотландского специалиста по двукрылым насекомым.  Архивная копия от 24 мая 2008 на Wayback Machine.

## Конгрессы
Раз в 4 года диптерологи собираются на свои Международные конгрессы:
- 8th International Congress of Dipterology — 10—15 августа 2014, Германия (Потсдам) Архивная копия от 29 марта 2009 на Wayback Machine
- 7th International Congress of Dipterology — 8—13 августа 2010, Коста-Рика (San José, Costa Rica)[1] Архивная копия от 29 марта 2009 на Wayback Machine
- 6th International Congress of Dipterology — 23—28 сентября 2006, Япония (Fukuoka International Congress Center, Fukuoka, Japan).
- 5th International Congress of Dipterology — 29.09 — 4.10, 2002, Австралия (University of Queensland, Brisbane, Australia)
- 4th International Congress of Dipterology — 6—13 сентября 1998, Великобритания (Keble College, Oxford, UK)
- 3rd International Congress of Dipterology — 15—19 августа 1994, Канада (University of Guelph, Guelph, Ontario, Canada).
- 2nd International Congress of Dipterology — 27.08 — 1.09 1990, Чехословакия (Comenius University, Bratislava, Czechoslovakia)
- 1st International Congress of Dipterology — 17—24 августа 1986, Венгрия (Budapest, Hungary)

## Симпозиумы
- V International Symposium on Syrphidae (ISS): 18—22 июня 2009, Сербия (Novi Sad, Fruska gora-Andrevlje, Serbia)  Архивная копия от 15 мая 2009 на Wayback Machine.
- IV International Symposium on Syrphidae: 29.06 — 3.07, 2007, Финляндия (Siikaranta congress hotel, Siikaranta, Espoo (35 km west of Helsinki)  Архивная копия от 4 марта 2016 на Wayback Machine
- III — 2005, Нидерланды (Leiden)
- II — 2003, Испания -
- I — 2001, Германия -

### СССР, Россия
- 1-й Всесоюзный диптерологический симпозиум (6—8 апреля 1976, Ленинград)
- 2-й Всесоюзный диптерологический симпозиум (1978, Воронеж)
- 3-й Всесоюзный диптерологический симпозиум (1982, Белая Церковь)
- 4-й Всесоюзный диптерологический симпозиум (1986, 17—19 сентября, Алма-Ата)[2]
- 5-й Всесоюзный диптерологический симпозиум (1990, Новосибирск)
- 6-й Всероссийский диптерологический симпозиум (1997, Санкт-Петербург)
- 9-й Всероссийский диптерологический симпозиум (2012, Санкт-Петербург)
- 10-й Всероссийский диптерологический симпозиум (2016, Краснодар)
- 11-й Всероссийский диптерологический симпозиум (2020, Воронеж)

## Журналы
Список журналов, посвященных диптерологии.
A
- Acta Dipterologica – see Makunagi
- AMCA Bulletin (American Mosquito Control Association, 1947–2007)
- AMCA Newsletter (1975–1995) (The American Mosquito Control Association’s Vector Review in 1995)
- African Invertebrates Архивная копия от 5 сентября 2015 на Wayback Machine — традиционно значительная часть статей посвящена двукрылым

B
- The British Simuliid Group Bulletin (1979 —) (с 1979 по 1987 гг. — British Simuliid Group Newsletter).  Архивная копия от 5 марта 2016 на Wayback Machine
- Bulletin of the Dipterists' Forum (1995–)  Архивная копия от 1 марта 2021 на Wayback Machine
- Bulletin d’information sur les glossines et les trypanosomes  Архивная копия от 21 февраля 2009 на Wayback Machine.
- Bulletin Trimestriel d’information sur les glossines et les trypanosomiases (1998–2003) (French version of the journal Tsetse and Trypanosomiasis Information Quarterly) Архивная копия от 11 июля 2020 на Wayback Machine
- BuzzWords (Florida Mosquito Control Association, 1989–)

C
- Cecidologica Indica (Cecidological Society of India, 1966–1979)
- Cecidologica Internationale (Cecidological Society of India, 1980–1993)
- Ceratopogonidae Information Exchange Newsletter (1968–)
- Chironomus Journal of Chironomidae Research [ISSN: 0172-1941] (2015–)
- Chironomus Mitteilungen aus der Chironomidenkunde Newsletter of Chironomid Research (1978–1984)
- Chironomus Newsletter (1992–1999, 2000–2014)
- Contributions to Blood-Sucking Dipteran Insects (Shanghai Institute of Technology and Science, 1989–1993)

D
- Die Fliegen der Paläarktischen Region (E. Schweizerbart’sche Verlagsbuchhandlung, 1924–1993)
- Die Vliegenmepper [ISSN: 1388-3178] (Nederlandse Entomologische Vereniging, Sectie Diptera, 1992–2018)
- Dipterist’s Digest (1988 —) (Лондон)
- Dipterological Research  [ISSN 10211020] (1990–1992)
- Dipteron-Wroclaw (Bulletin of the Dipterological Section of the Polish Entomological Society, 1985 —) (Польша) .
- Dipteron, Zeitschrift für Dipterologie (1998—2001) (Киль, Германия)
- Drosophila Information Service [ISSN: 0070-7333] (1934–)

E
- Empid and Dolichopodid Study Group Newsheet (1986 —)(Англия)
- European Mosquito Bulletin [ISSN: 1460-6127] (European Mosquito Control Association, 1998–2012)

F
- Flies of the Nearctic Region (E. Schweizerbart’sche Verlagsbuchhandlung, 1980–2004)
- Fly (2007 —) (Taylor & Francis)  Архивная копия от 14 апреля 2021 на Wayback Machine
- Fly Times (1988 —) (США)  Архивная копия от 22 ноября 2016 на Wayback Machine
- The Flyer (Smithsonian Institution, USDA-SEL and Bishop Museum, 1986–1988)
- Fragmenta Dipterologica (Израиль, 2006—2013) Архивная копия от 24 ноября 2016 на Wayback Machine. К концу 2013 года вышел 41 номер  Архивная копия от 27 июля 2020 на Wayback Machine.
- Fruit Fly News (1972–1992, 2009–)

H
- Hana Abu — Журнал клуба диптерологов Японии (1996–).

I
- International Cecidology Newsletter (Loyola College, Entomology Research Unit, Madras, 1979–1986)
- An International Journal of Dipterological Research (1993–2018). Список избранных статей на сайте РИНЦ   — Международный журнал Диптерологии (старое название «International journal of Dipterology»)
- International Journal of Mosquito Research (2014 — ; New Delhi, India). Архивная копия от 14 марта 2022 на Wayback Machine

J
- Journal of the American Mosquito Control Association [ISSN: 8756-971X] (American Mosquito Control Association, 1985–)
- Journal of the European Mosquito Control Association [ISSN: 2054-930X] (European Mosquito Control Association, 2013–)
- Journal of the Florida Anti-Mosquito Association [ISSN: 0743-1554] (Florida Anti-Mosquito Association, ca. 1922–1989)
- Journal of the Florida Mosquito Control Association [ISSN: 1055-355X] (Florida Mosquito Control Association, 1990–)

M
- Makunagi: acta dipterologica (1966 —) (Societas Dipterologica, Osaka, Япония)  Архивная копия от 27 июля 2020 на Wayback Machine
- Malloch Society Research Report [ISSN: 1465-1513] (Malloch Society, 1993–1998)
- Mosquito News [ISSN: 0027-142X] (New York, USA, 1941–1984)
- Mosquito Systematics [ISSN: 0091-3669] (American Mosquito Control Association, 1972–1996)
- Mosquito Systematics Newsletter [ISSN: 0091-3677] (American Mosquito Control Association, 1969–1971)
- Myia. The International Journal of the North American Dipterists' Society (1979 —)(США).

N
- Neotropical Diptera [ISSN: 1982-7121] (Departamento de Biologia, of the Faculdade de Filosofia, Ciências e Letras de Ribeirão Preto, of the Universidade de São Paulo, 2008–2014)
- Newsletter of the British Simuliid Group [ISSN: 0962-4384] (British Simuliid Group, 1979 (April), 1982–1987)
- Newsletter of the British Simulium Group (British Simuliid Group, 1979 (November)–1981)
- Newsletter of the Societas Dipterologica (Sōshi Gakkai nyūsu) [ISSN: 0917-4745] (Societas Dipterologica, 1982–?)

P
- Pacific Basin Diptera News (J. Linsley Gressitt Center for Research in Entomology, Bishop Museum, 1989–1991)
- Phorid News (California, USA, 1994)
- Phorid Newsletter (California, USA, 1994–2008)

S
- The Simuliid Bulletin [ISSN: 2397-5067] (Simuliid Research Group, 2016–)
- Siruna Seva. Blätter für Fruchtfliegen-Kunde (E.M. Hering, Germany, 1940–1953)
- Sphaero News (The Natural History Museum, London, ?–1988–?)
- Studia Dipterologica (Germany, 1994–2020)  Архивная копия от 18 февраля 2009 на Wayback Machine

T
- TAAO Newsletter (Tephritid Workers of Asia, Australia and Oceania, 2015—)
- The Tachinid Times [ISSN: 1925-3435] (Agriculture and Agri-Food Canada. Science and Technology Branch, 1988—) (Канада)
- TEAM Newsletter (Tephritid Workers of Europe, Africa and the Middle East, 2005–2015)
- Technical Bulletin of the Florida Mosquito Control Association (Florida Mosquito Control Association, 2000–2016)
- Tiger Tales (American Mosquito Control Association, 1989–1997)
- Tsetse and Trypanosomiasis Information(Bulletin d’information sur les glossines et les trypanosomes) [ISSN: 1812-2442] (Programme Against African Trypanosomiasis, 2004–2016  Архивная копия от 21 февраля 2009 на Wayback Machine.
- Tsetse and Trypanosomiasis Information Quarterly [ISSN: 0142-193X] (Programme Against African Trypanosomiasis (1978–2003)

V
- Volucella (журнал), die Schwebfliegen-Zeitschrift [ISSN 09479538] (Staatliches Museum für Naturkunde, Stuttgart, 1995–2007) .

W
- Wing Beats [ISSN: 1053-0738 (AMCA), 2576-4551 (FMCA)] (Florida Mosquito Control Association, American Mosquito Control Association (1989–)

Z
- Zeitschrift für Systematische Hymenopterologie und Dipterologie [ISSN: 0863-1867] (W. Kronow, Germany, 1901–1908, later Deutsche Entomologische Zeitschrift

## Специалисты по двукрылым

### В России
- Мончадский, Александр Самойлович (1897—1974) — российский энтомолог, паразитолог, эколог, специалист по кровососущим двукрылым, профессор.
- Штакельберг, Александр Александрович (1897—1975) — российский энтомолог, почётный президент Всесоюзного энтомологического общества, многолетний главный редактор журнала «Энтомологическое обозрение», основатель петербургской школы диптерологов.
- Лер, Павел Андреевич (1923—2005) — российский энтомолог, диптеролог, член-корреспондент РАН (1987).
- Кривошеина, Нина Павловна (1930) —  российский энтомолог, профессор, доктор биологических наук, Заслуженный деятель науки РФ, Почётный член Международного конгресса диптерологии (1990)[4].
- Зайцев, Вадим Филиппович (1934—2012) — российский энтомолог, доктор биологических наук, профессор, Заслуженный деятель науки РФ, член Совета и Президиума Всероссийского Энтомологического Общества.
- Негробов, Олег Павлович (1941—2021) — российский диптеролог, доктор биологических наук, профессор, специалист по экологии и систематике беспозвоночных животных.
- Гапонов, Сергей Петрович (1964) — российский энтомолог, паразитолог, профессор, доктор биологических наук.

### В мире
- Чарлз Александер (1889—1981) — американский энтомолог, профессор, его называют крупнейшим в мире таксономистом за описание более 11 755 таксонов (в основном комаров из группы Tipuloidea)[5][6][7].
- Ларс Закариас Брундин (1907—1993) — шведский энтомолог, специалист по систематике насекомых и биогеографии, академик Шведской академии наук, Почётный член Международного конгресса диптерологии (1990).
- Кёртис Уильямс Саброски[англ.] (1910—1997) — американский энтомолог, диптеролог, Почётный член Международного конгресса диптерологии (1990).
- Джон Энтони Даунс (1914—2003) — канадский энтомолог, доктор наук, Почётный член Международного конгресса диптерологии (1998).
- Дилберт Элмо Харди[англ.] (1914—2002) — американский энтомолог, специалист по систематике двукрылых, Почётный член Международного конгресса диптерологии (1998).
- Эверт Ирвинг Шлингер (1928—2014) — американский энтомолог, профессор, Почётный член Международного конгресса диптерологии (2006)[8].
- Роджер Уорд Кросски[англ.] (1930) — британский энтомолог, Почётный член Международного конгресса диптерологии (2002).
- Брайан Рой Стакенберг[англ.] (1930—2009) — южно-африканский энтомолог, диптеролог, Почётный член Международного конгресса диптерологии (1994). (недоступная ссылка)
- Дональд Монтгомери Вуд (1933—2020) — канадский энтомолог, Почётный член Международного конгресса диптерологии (2006)[9].
- Грэм С. Д. Гриффитс (1937—2009) — валлийско-канадский энтомолог, Почётный член Международного конгресса диптерологии(1998).